# Turčok
Turčok (ungarisch Turcsok) ist eine Gemeinde in der südlichen Mittelslowakei mit 278 Einwohnern (Stand 31. Dezember 2024), die zum Okres Revúca, einem Kreis des Banskobystrický kraj, gehört und in der traditionellen Landschaft Gemer liegt.

## Geographie
Die Gemeinde befindet sich im Bergland Revúcka vrchovina im Slowakischen Erzgebirge, am Bach Turčok, einem linken Nebenfluss von Východný Turiec im Einzugsgebiet der Slaná. Das Ortszentrum liegt auf einer Höhe von 337 m n.m. und ist jeweils 10 Kilometer von Jelšava und Revúca entfernt.
Nachbargemeinden sind Mokrá Lúka im Norden, Lubeník und über ein Viereck Jelšava im Osten, Nandraž im Südosten, Rákoš im Süden und Sirk im Westen.

## Geschichte
Turčok wurde wahrscheinlich um die Mitte des 14. Jahrhunderts nach walachischem Recht gegründet und zum ersten Mal 1427 als Chirkeuagasa schriftlich erwähnt, weitere historische Bezeichnungen sind unter anderen Thwrczok (1740) und Turczok (1773). Das Dorf lag zuerst im Herrschaftsgebiet der Burg Rákoš. 1555 wurde der Ort von den osmanischen Truppen vollkommen zerstört und nach 1612 wieder besiedelt. Im 17. Jahrhundert war Turčok Besitz des Geschlechts Csáky, das die Ortsgüter an die Familie Sturmann verpachtete. 1828 zählte man 97 Häuser und 819 Einwohner, die als Bergleute, Hirten und Holzfäller beschäftigt waren. Es gab hier Eisenerzvorkommen und ein Großteil der Einwohner arbeitete in Bergwerken in Železník.
Bis 1918 gehörte der im Komitat Gemer und Kleinhont liegende Ort zum Königreich Ungarn und kam danach zur Tschechoslowakei beziehungsweise heute Slowakei.

## Bevölkerung
| Jahr                | 1994 | 2004    | 2014     | 2024    |
| ------------------- | ---- | ------- | -------- | ------- |
| Anzahl der Personen | 230  | 239     | 274      | 278     |
| Unterschied         |      | +3,91 % | +14,64 % | +1,45 % |

| Jahr                | 2023 | 2024    |
| ------------------- | ---- | ------- |
| Anzahl der Personen | 275  | 278     |
| Unterschied         |      | +1,09 % |

Nach der Volkszählung 2011 wohnten in Turčok 275 Einwohner, davon 251 Slowaken sowie jeweils zwei Magyaren und Roma. 20 Einwohner machten keine Angabe zur Ethnie.
55 Einwohner bekannten sich zur römisch-katholischen Kirche, 42 Einwohner zur Evangelischen Kirche A. B., drei Einwohner zu den Zeugen Jehovas, zwei Einwohner zur evangelisch-methodistischen Kirche und ein Einwohner zur griechisch-katholischen Kirche. 144 Einwohner waren konfessionslos und bei 28 Einwohnern wurde die Konfession nicht ermittelt.

## Baudenkmäler
- evangelische Toleranzkirche im klassizistischen Stil aus dem Jahr 1786[6]
- Glockenturm aus dem Jahr 1801